# Marbourg
Marbourg (en allemand : Marburg) est une ville de Hesse en Allemagne, chef-lieu de l'arrondissement de Marbourg-Biedenkopf. Elle est traversée par la rivière Lahn. C'est une ville libre depuis le XIIe siècle, au cours duquel elle a acquis une autonomie communale. De cet héritage découle le statut spécial dont dispose encore aujourd’hui la ville, comme six autres villes de Hesse.
La Philipps-Universität de Marbourg, fondée en 1527, est la plus ancienne des universités protestantes d’Allemagne. Elle joue un rôle particulièrement important pour l’image de marque de la ville et est étroitement mêlée à l’identité municipale. Marbourg est une cité estudiantine, dressée à flanc de colline.
Elle se distingue par son château perché sur un éperon et par son imposante église gothique, dédiée à Sainte Élisabeth. Cette dernière, princesse de Hongrie venue se retirer ici pour soigner les malades incurables, fit longtemps de la ville un centre de pèlerinage. Avec la Réforme protestante, Marbourg devint un important foyer de théologie protestante. C'est là que se tint en particulier le colloque de Marbourg en octobre 1529, qui a vu s'opposer ce qui deviendra jusqu'à aujourd'hui les deux grandes familles du protestantisme, préparant ainsi la diète d'Augsbourg tenue en 1530.
Outre son université, la ville est également, depuis la fin du XIXe siècle, un lieu important de recherche et de production pharmaceutique sur les vaccins, avec notamment un des plus importants centres de fabrication du vaccin Pfizer-BioNTech qui s’est implanté dans un site occupé précédemment par Novartis, successeur lui-même d’un centre de recherche créé par le scientifique et prix Nobel Emil von Behring.

## Géographie

### Géographie physique
La ville de Marbourg est située à mi-chemin entre Francfort-sur-le-Main et Cassel. Elle est éloignée de chacune d’entre elles d’environ 77 km. La ville universitaire de Giessen se situe à environ 27 km au sud de Marbourg. Le centre-ville de Marbourg s’étend sur 9 km du nord au sud et sur 6 km d’est en ouest. Elle est traversée par la Lahn, des Lahnbergen à l’est au Marburger Rücken à l’ouest.

### Découpage administratif

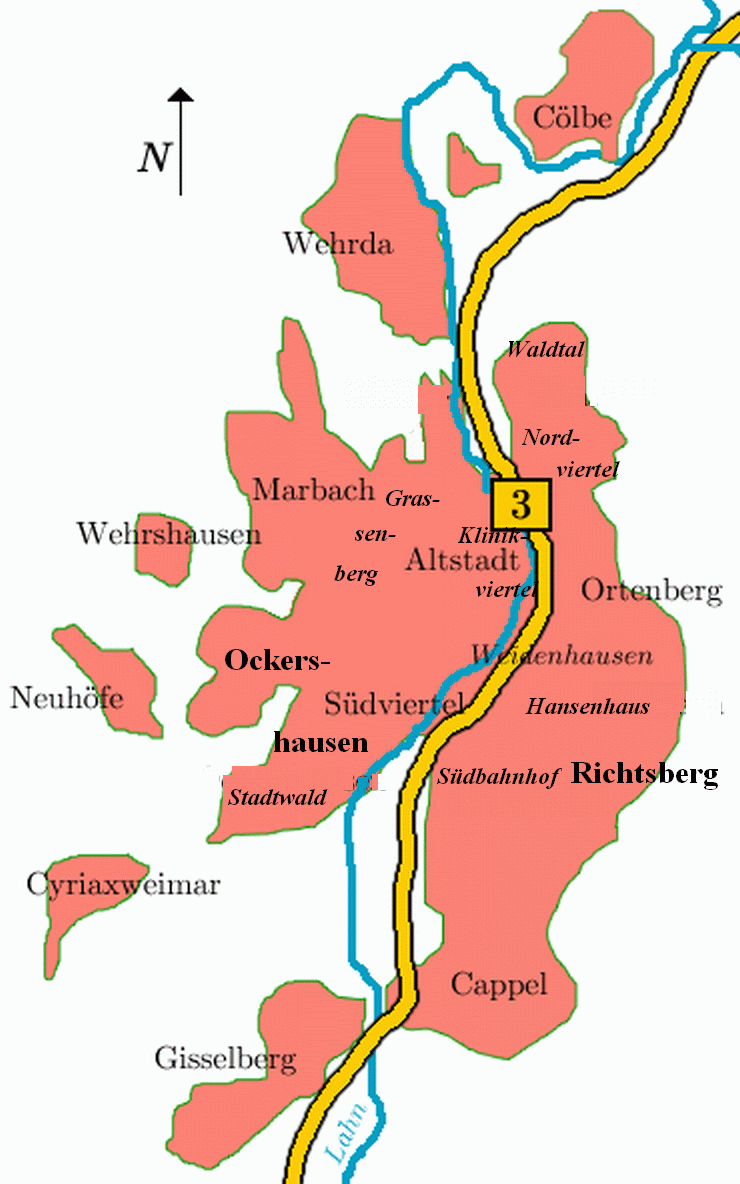
Municipalité de Marbourg.

La ville de Marbourg fonctionne selon le principe du fédéralisme depuis qu'elle a fusionné avec dix-huit autres communes en 1974 : 
- Bauerbach (1 630 habitants) ;
- Bortshausen (245 habitants) ;
- Cappel (environ 6 500 habitants) ;
- Cyriaxweimar (environ 600 habitants) ;
- Dagobertshausen (441 habitants) ;
- Dilschhausen (178 habitants) ;
- Elnhausen (1 275 habitants) ;
- Ginseldorf (817 habitants) ;
- Gisselberg (915 habitants) ;
- Haddamshausen (580 habitants) ;
- Hermershausen (406 habitants) ;
- Marbach (3 250 habitants) ;
- Michelbach (environ 1 900 habitants) ;
- Moischt (environ 1 200 habitants) ;
- Ockershausen (environ 5 600 habitants) ;
- Richtsberg (environ 9 000 habitants) ;
- Ronhausen (242 habitants) ;
- Schröck (1 838 habitants) ;
- Wehrda (environ 8 000 habitants) ;
- Wehrshausen (807 habitants).

Ces communes sont gérées par un conseil municipal commun et un maire (Oberbürgermeister, actuellement Egon Vaupel – SPD) élus au suffrage universel direct. Les communes sont également représentées dans des conseils locaux, les Ortsbeiräte. Il y a aussi des antennes extérieures de l'administration municipale à Cappel, Marbach et Wehrda.

## Histoire

### Premières traces de peuplements
Les premières traces de peuplement autour de Marbourg sont attestées durant la période glaciaire de Würm, il y a environ 50 000 ans. Des racloirs et d'autres outils ont été trouvés dans plusieurs endroits. Il existe également de nombreuses preuves de peuplement durant la période néolithique. Au cours de cette période de transition de la population de chasseurs-cueilleurs à des personnes sédentaires travaillant le sol, les conditions naturelles du bassin d'Amöneburg avec ses sols fertiles ont constitué une zone attrayante. La poursuite du peuplement de la région de Marbourg à l'âge du bronze est attestée, entre autres, par de nombreux tumulus de cette période.

### Fondation de la ville et Moyen Âge
| Appartenances historiques Landgraviat de Thuringe 1112–1264 Landgraviat de Hesse 1264–1458 Landgraviat de Haute-Hesse 1458–1500 Landgraviat de Hesse 1500–1567 Landgraviat de Hesse-Marbourg 1567–1604 Landgraviat de Hesse-Cassel 1604–1803 Électorat de Hesse 1803–1807 Royaume de Westphalie 1807–1813 Électorat de Hesse 1813–1866 Royaume de Prusse (Province de Hesse-Nassau) 1866–1871 Empire allemand 1871–1918 République de Weimar 1918–1933 Reich allemand 1933–1945 Allemagne occupée 1945–1949 République fédérale d'Allemagne 1949–présent |

Bien que des fouilles aient mis en évidence l’existence d’un château dès le IXe siècle–Xe siècle, la ville n’a réellement pris de l’importance qu’en 1228, quand la duchesse Élisabeth de Thuringe, aussi connue sous le nom de sainte Élisabeth de Hongrie, décida de s’y installer. Les habitants se sont probablement déplacés vers Marbourg depuis les villages environnants. Les villages de Weidenhausen et de Zahlbach, proches, sont devenus des faubourgs de la cité. Devenue veuve et chassée par ses beaux-frères qui l’accusaient de dissiper en aumônes les trésors de l'État, Élisabeth décida de venir à Marbourg, où elle revêtit l'habit du tiers ordre de Saint-François et consacra les dernières années de sa vie à des œuvres de charité, faisant entre autres construire un hospice pour les démunis de Marbourg. Elle mourut à vingt-quatre ans. Sa canonisation fut prononcée dès 1235 par Grégoire IX et une basilique fut construite à Marbourg (1235-1283) en souvenir des bienfaits de cette personnalité qui marqué l’histoire de Marbourg puisque des pèlerins se sont succédé en nombre pour honorer ses reliques, et ont permis à la ville de connaître un développement important.
En 1248, Sophie de Brabant, la fille de sainte Élisabeth, se fait acclamer par le peuple de Marbourg avec son fils de trois ans, posant ainsi les fondations du landgraviat de Hesse. Marbourg a ensuite été la résidence des ducs de Hesse de 1248 à 1604.

### Période moderne
C’est en 1527, durant la Réforme, que le duc Philippe le Magnanime a fondé la première université protestante, qui a été et est toujours l’un des principaux moteurs du développement de la cité.
C’est grâce à son université que Marbourg a connu son développement, et plus particulièrement grâce aux personnalités connues qui y ont étudié ou enseigné. Parmi les professeurs, on a pu compter Denis Papin, l’inventeur de la machine à vapeur (vers 1690), le philosophe Christian Wolff, le juriste Friedrich Carl von Savigny (vers 1800), le chimiste Robert Bunsen (vers 1850), le médecin Emil Adolf von Behring ou les philosophes Hermann Cohen, Paul Natorp, Ernst Cassirer et Martin Heidegger. Des personnalités célèbres ont également étudié à Marburg, entre autres : le scientifique et écrivain russe Mikhaïl Lomonossov (1736-1739), le poète russe Boris Pasternak (1912-1914), la poète et philosophe Gertrud von Le Fort (1913-1914), la philosophe, sociologue et politologue Hannah Arendt (1924-1926), Anna Elissa Radke.
La Philipps-Universität a connu un important développement après l’annexion de Marbourg par la Prusse en 1866, développement dû en grande partie à la croissance de la ville elle-même. En quelques décennies, le nombre d’habitants se multiplia par trois, et celui des étudiants par dix.
Un scientifique va particulièrement marquer l'histoire de cette ville allemande, Emil von Behring. Prix Nobel en 1901, il fonda quelques années plus tard, aux abords de cette cité, avec la récompense financière associée à ce prix, un centre pharmaceutique produisant des sérums et des vaccins pour traiter, en particulier, le tétanos, la dysenterie et le choléra. Le nom de Behring reste associé aux premières recherches sur les anticorps thérapeutiques.

### Seconde Guerre mondiale

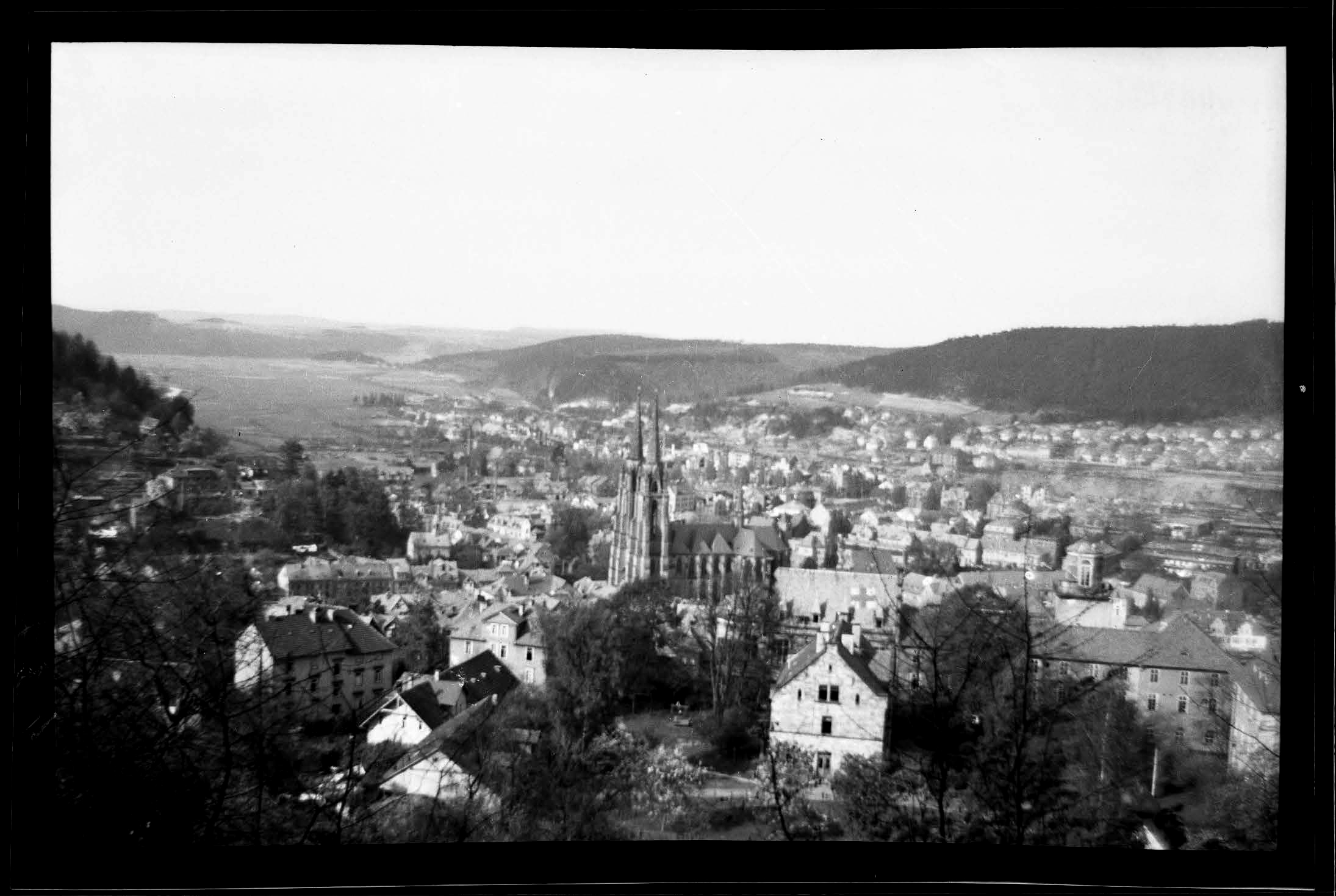
Marbourg durant la Seconde Guerre mondiale par Félix Gréban de Saint Germain.

Le 17 juin 1934 le vice-chancelier du gouvernement Hitler, Franz von Papen, prononce à l'université de Marbourg un discours où il dénonce la progressive mise au pas des institutions et de la presse par les nazis, et se prononce contre l'usage de la force. La diffusion de ce discours est interdite par la Gestapo mais cette protestation est un des facteurs qui décident Hitler à agir contre les chefs de la SA lors de la nuit des Longs Couteaux (épuration physique qui commence le soir du vendredi 29 juin et se termine dans la journée du lundi 2 juillet 1934) : en effet, il souhaite ne pas perdre l'appui des conservateurs au moment où la succession du président du Reich Paul von Hindenburg, malade et âgé, se profile.
La communauté juive de Marbourg compte 341 membres en 1933. En 1938, lors de la nuit de Cristal, la synagogue est brûlée par les SA. En 1941, les membres de la communauté qui n’ont pas émigré sont déportés à Riga ou Theresienstadt, sinon éliminés dans les camps d'extermination de l’Est. Après la guerre, seules quinze personnes reviennent des camps de concentration. Une nouvelle communauté est fondée, qui compte environ 350 membres en 2006.
En janvier 1945, devant l’avancée des troupes soviétiques, les cercueils du maréchal et ancien président de la république de Weimar, Paul von Hindenburg, et de son épouse sont évacués du mémorial de Tannenberg, situé en Prusse-Orientale, et transférés dans la crypte de l'église Sainte-Élisabeth où ils se trouvent toujours.
Marbourg n’a presque pas été endommagée par les bombardements alliés de la Seconde Guerre mondiale, à l’exception du quartier de la gare, qui a été partiellement détruit et reconstruit depuis. Le reste de la ville conserve donc son aspect médiéval. À la fin de la guerre, Marbourg a dû, comme presque toutes les villes de taille moyenne allemandes, accueillir un nombre important de réfugiés venant des grandes villes en ruines, en totalité ou partiellement.

### Développement après 1945
Comme auparavant, l’université reste un des facteurs de développement les plus importants de Marbourg, puisqu’elle emploie six mille personnes et accueille dix-sept mille étudiants (environ un quart de la population de la ville).
Ce n'est que depuis 1945 que s'est développé un réseau dense de petites et moyennes industries à Marbourg.
En août 1967, une crise sanitaire se déclenche dans cette ville et provoque une certaine panique. Elle part des laboratoires pharmaceutiques Behring. Plus d'une vingtaine d'employés laborantins subissent un mal étrange, avec de la fièvre aiguë, et des saignements. Sept d'entre eux meurent. Fin août, les médecins identifient le virus responsable de cette fièvre hémorragique : un virus inédit, appelé dès lors virus Marburg. Ce virus est apparenté au virus Ebola qui fera des ravages en Afrique dans les années 2010, tout en restant moins létal. Après enquête, il est déterminé que l'épidémie de 1967 a démarré peu de temps après l'arrivée de singes importés d'Ouganda dont les organes devaient servir à la fabrication de vaccins (pratique alors courante). La transmission aux humains s'est faite à l'occasion des prélèvements de tissus et des dissections. Cette épidémie est restée localisée grâce aux précautions prises et aux analyses effectuées rapidement pour en cerner la cause. D'autres cas d'infections ont été constatés ensuite, relativement circonscrits.
La ville de Marbourg est devenue un centre économique et un lieu d’investissement, particulièrement dans des domaines scientifiques et techniques. Ceci est le résultat d'une symbiose entre la ville et son université, dont les domaines de recherche recouvrent quasiment tous les secteurs technologiques.
Un autre des projets contemporains de Marbourg consiste dans la rénovation du centre-ville historique. Ce chantier, commencé en 1972, a permis de restaurer les maisons à colombage qui ornent la quasi-intégralité de la ville.
La ville est également le site d'implantations de la principale usine de production de BioNTech en Allemagne, qui a pris la succession d'un centre de la firme pharmaceutique suisse Novartis (qui succédait lui-même au centre créé par Emil von Behring). Entré en service mi-février 2021, ce centre BioNtech doit produire 250 millions de doses du vaccin  Pfizer-BioNTech au cours du premier semestre 2021, et plus du double en douze mois dans le cadre de la lutte contre la pandémie de Covid-19.

## Politique

### Le Conseil municipal (Stadtverordnetenversammlung)
Le conseil municipal est élu tous les six ans au suffrage universel direct. C’est un vote par liste pour élire les cinquante-neuf représentants qui siègent tous les mois aux conseils municipaux.
Lors des élections de 2006, une coalition regroupant le SPD et les Verts (Die Grünen) a obtenu la majorité des sièges (vingt et dix). La CDU a quant à elle obtenu dix-neuf sièges, la Marburger Linke (liste locale de gauche ou extrême gauche) cinq et le FDP trois. En 2011 et 2016, le SPD reste le principal parti représenté au conseil. Il est devancé de peu par les Verts (Bündnis 90/Die Grünen) en 2021. Les groupes parlementaires Marburger Linke, FDP, MBL (Marburger Bürgerliste), une émanation de la CDU, et le Parti des pirates (Allemagne) sont également représentés au conseil municipal.

### Le bourgmestre (Oberbürgermeister)
L’Oberbürgermeister est le détenteur du pouvoir exécutif au niveau d'une telle commune et est élu directement par les citoyens. L’Oberbürgermeister est Egon Vaupel (SPD) jusqu'en 2015. Thomas Spies du SPD lui succède  lorsqu'il annonce sa retraite le 1er décembre 2015, puis se maintient. Lors de l'élection du maire du 14 mars 2021, Spies a dû affronter au second tour Nadine Bernshausen, du parti des Verts.

### Les armoiries et la bannière de la ville
Les armoiries de Marbourg représentent, sur un fond rouge, le duc de Hesse chevauchant un cheval blanc, avec à la main un drapeau et son bouclier. Sur le bouclier, on peut voir le lion de la Hesse et sur le drapeau est représenté le M bleu et or de la ville.
La bannière de la ville de Marbourg est bleue, blanche et rouge et s'entend en longueur.

Armoiries de la ville de Marbourg.
Bannière de la ville de Marbourg.

### Jumelages
- Maribor (Slovénie) depuis 1969
- Sfax (Tunisie) depuis 1971
- Poitiers (France) depuis 1981
- Eisenach (Allemagne) depuis 1988
- Northampton (Angleterre) depuis 1992
- Sibiu (Roumanie) depuis 2005

## Culture et patrimoine

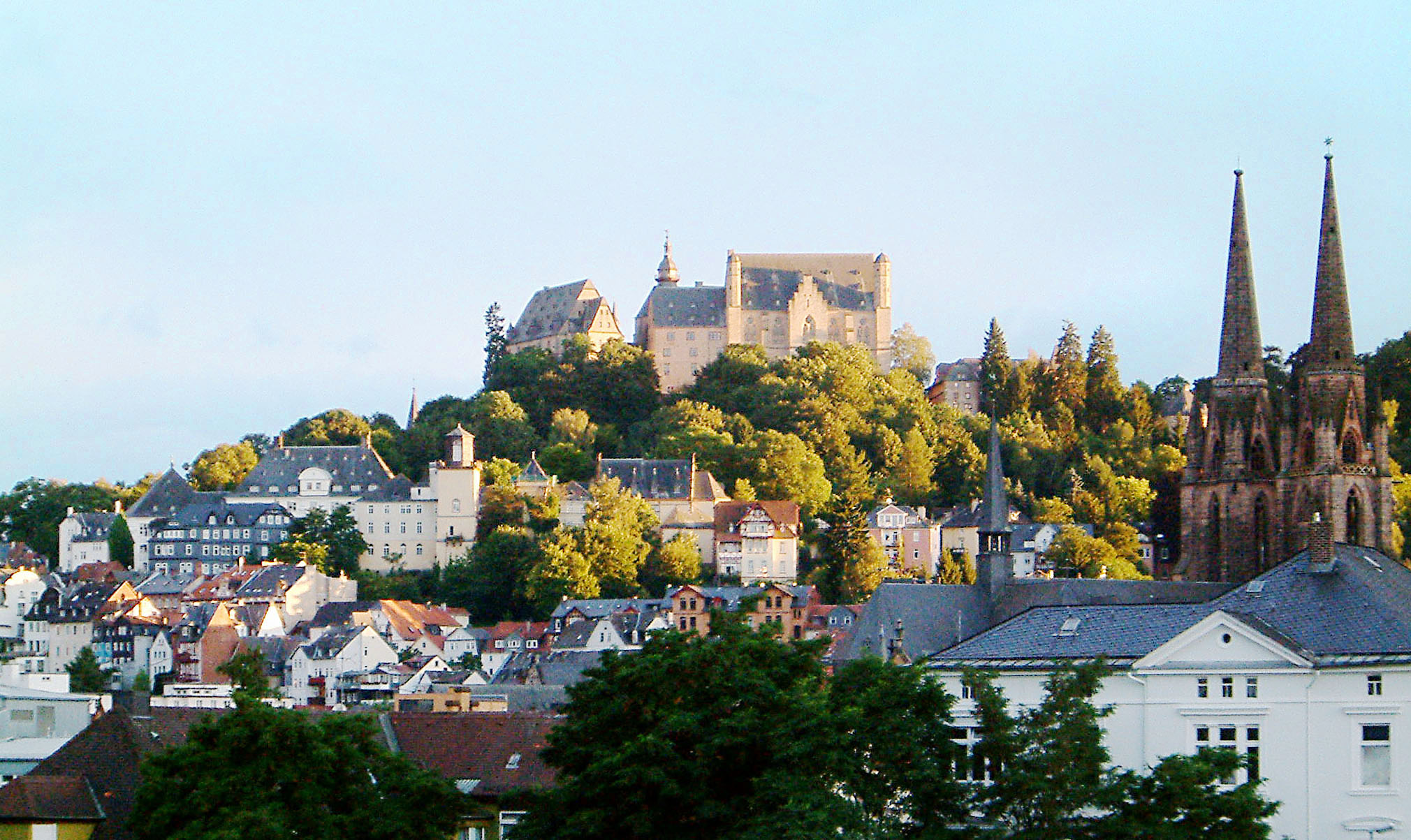
Château, église Sainte-Élisabeth et ville-haute.

### Monuments
Si Venise est connue pour ses centaines de ponts, Marbourg l'est sans conteste pour ses ruelles et ses escaliers. Jacob Grimm, alors qu'il était étudiant à Marbourg, écrivait : « Je crois qu'il y a plus de marches dans les rues que dans les maisons ». À Marbourg, le Moyen Âge est encore perceptible, visible, sensible, faisant dire à Boris Pasternak : « Si cette ville n'était qu'une ville. N'est-elle pas aussi un conte de fées médiéval ? »
L’église Sainte-Élisabeth est la première église gothique construite sur le sol allemand et probablement le monument le plus connu de Marbourg. Elle a été élevée par l’ordre Teutonique en l’honneur de sainte Élisabeth de Hongrie, dont le tombeau se trouve dans l’église. Sa construction a commencé en 1235, quand Élisabeth de Thuringe a été béatifiée, et s’est achevée en 1283. Les cercueils du maréchal von Hindenburg et de son épouse se trouvent dans la crypte de l'église depuis janvier 1945. L'église possède un certain nombre d'œuvres d'art exceptionnelles.
Le château de Marbourg a été construit au XIe siècle. Outre sa valeur historique en tant que résidence principale des ducs de Hesse, le château de Marbourg a aussi un grand intérêt artistique et architectural. Il recèle aussi une collection importante retracant l'histoire de Marbourg depuis l’âge de pierre.
La vieille ville de Marbourg concentre un nombre important de maisons à colombages, qui ont fait l’objet d’un plan de restructuration de longue durée pour pouvoir être conservées.
L'hôtel de ville, qui date de 1527, est situé au cœur de la vieille ville. Son horloge, surmontée d'un coq qui bat des ailes toutes les heures, est une des attractions de la ville.
La Spiegelslustturm (de) (aussi appelée « Kaiser-Wilhelm-Turm » en l'honneur de l'empereur Guillaume Ier) offre un beau point de vue depuis les Lahnbergen. Cet endroit est un lieu d’escapade depuis la période romantique. Cette tour a été construite en 1872 grâce aux donations de bienfaiteurs en souvenir de l’unification de l’Empire allemand et de la guerre franco-allemande de 1870. Elle n’a été inaugurée qu’en 1890.
Le nom de Spiegelslust vient du baron Werner Friedrich Julius Stephan von Spiegel (de), qui a étudié à Marbourg au XIXe siècle, et qui a été le premier à transformer ce lieu, autrefois appelé « Köhlers Ruhe », en lieu d'excursion, en y faisant construire un pavillon.

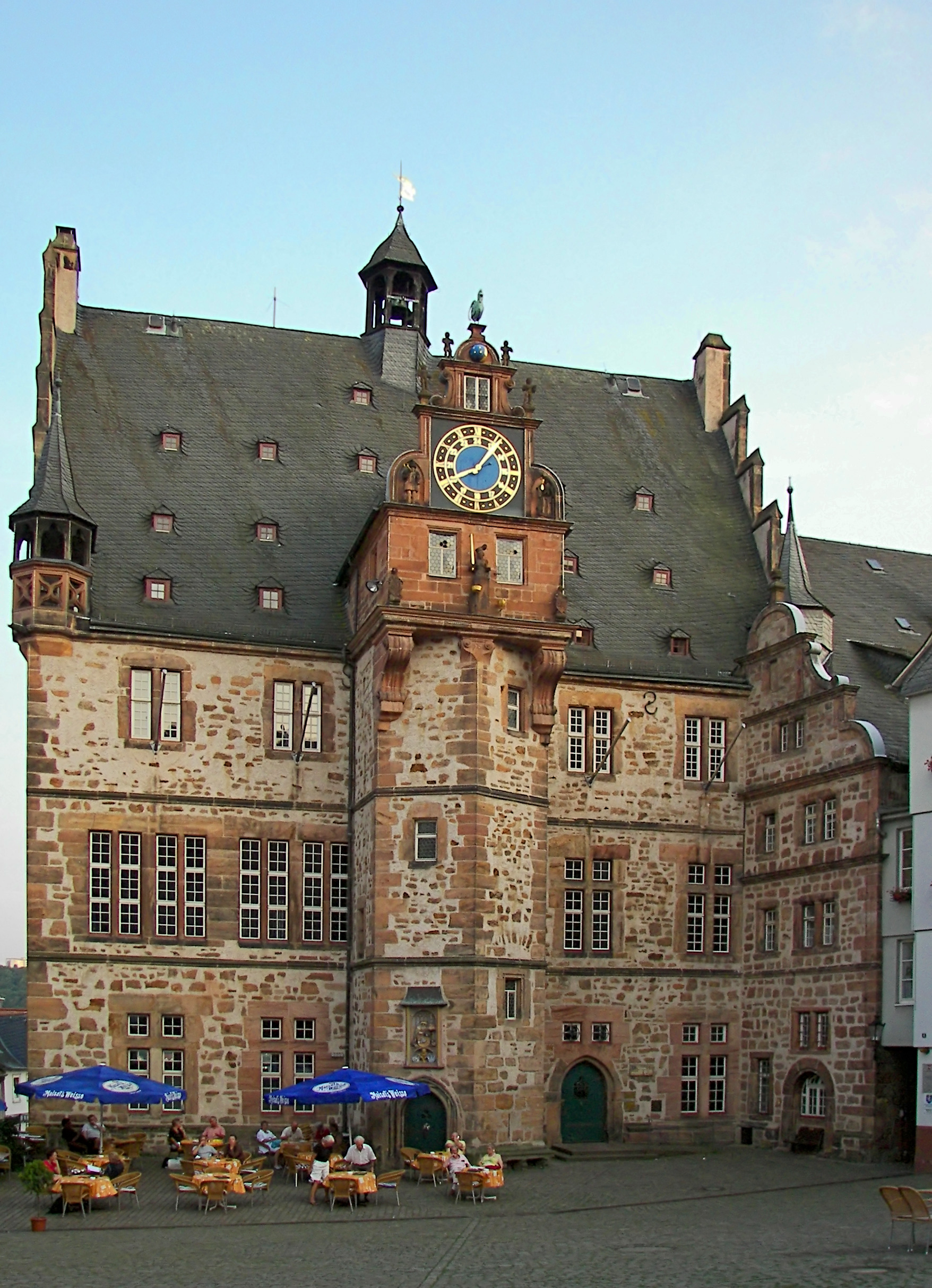
L'hôtel de ville.
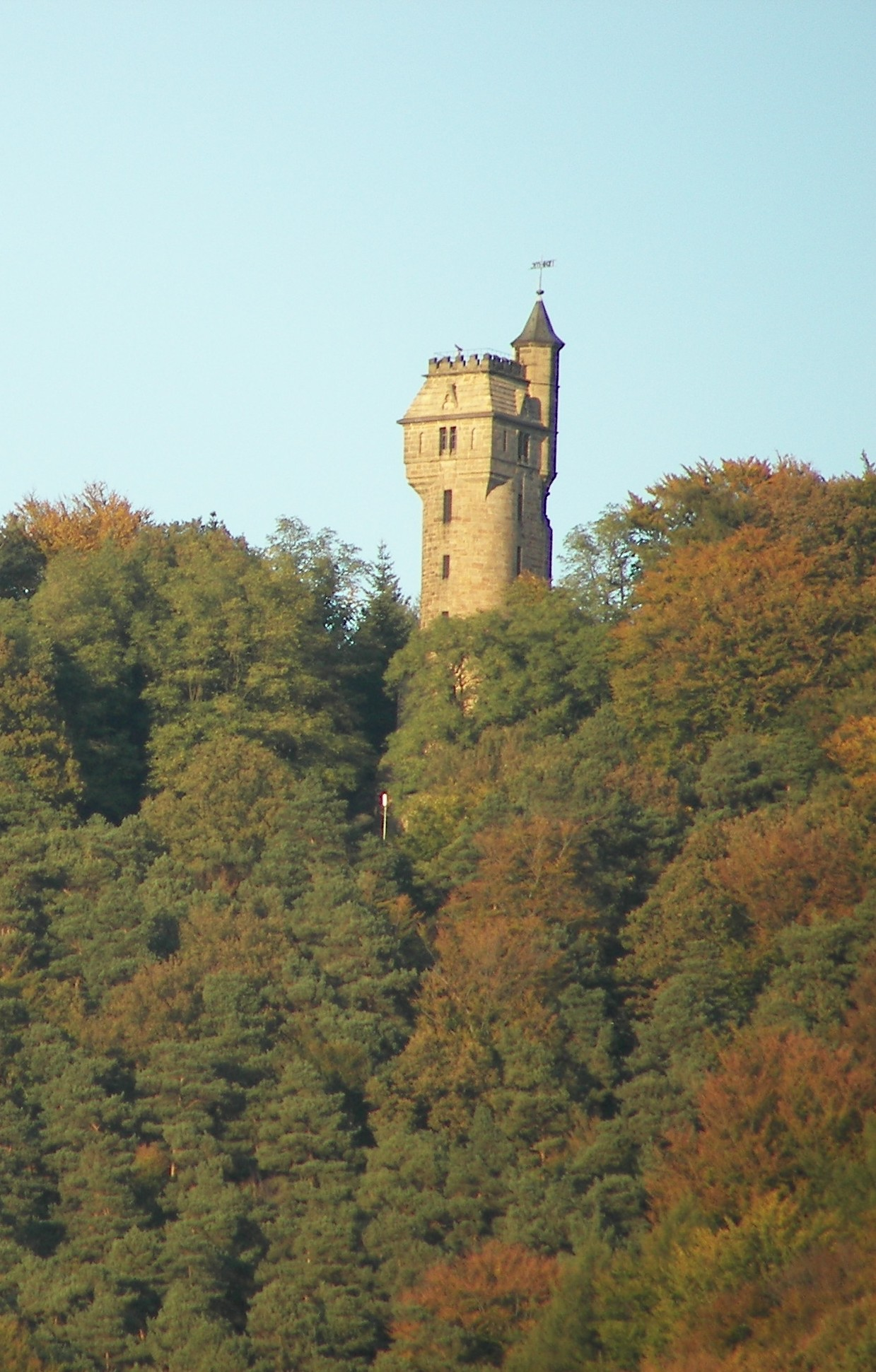
La Spiegelslustturm (ou « Kaiser-Wilhelm-Turm »).
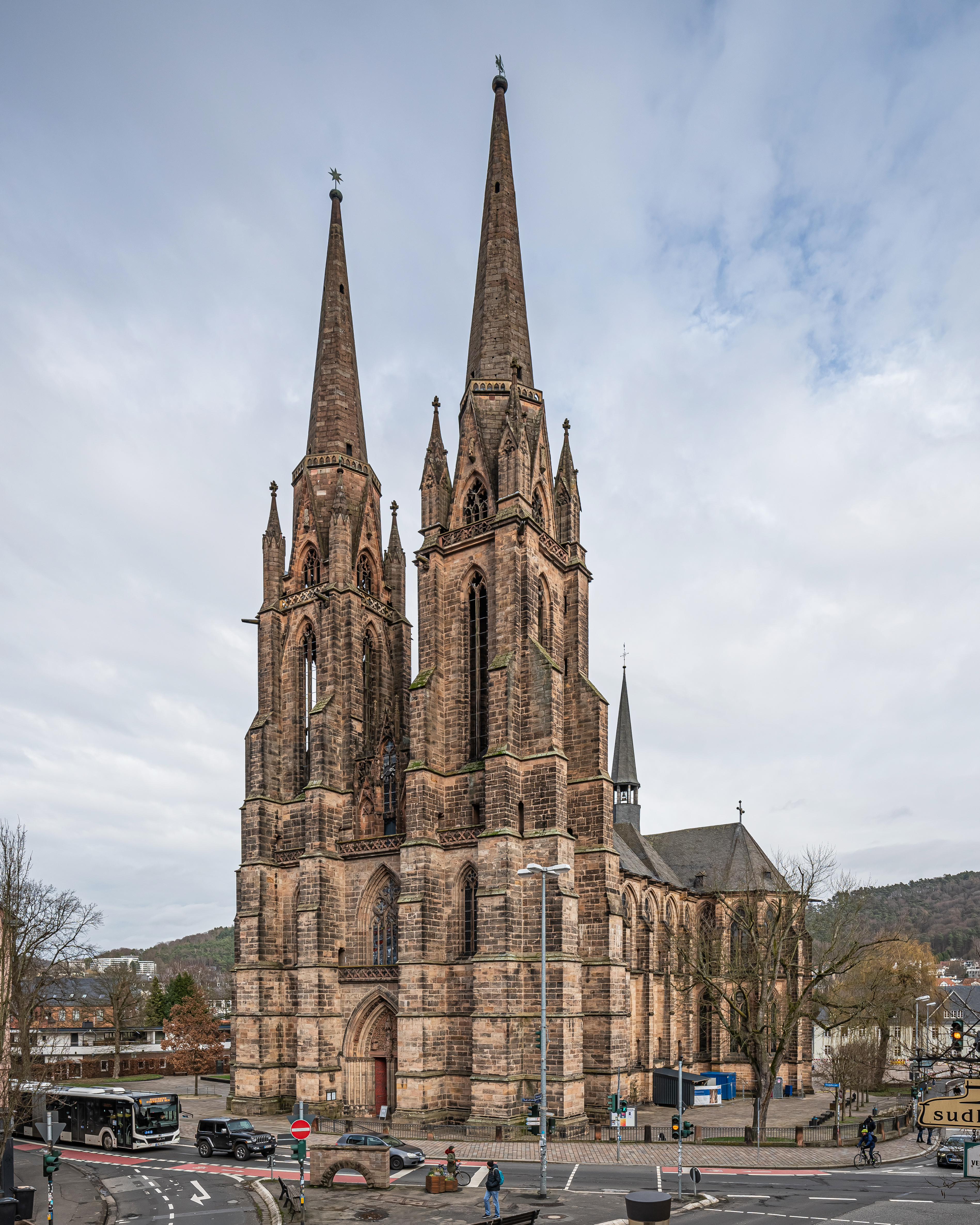
L'église Sainte-Élisabeth.
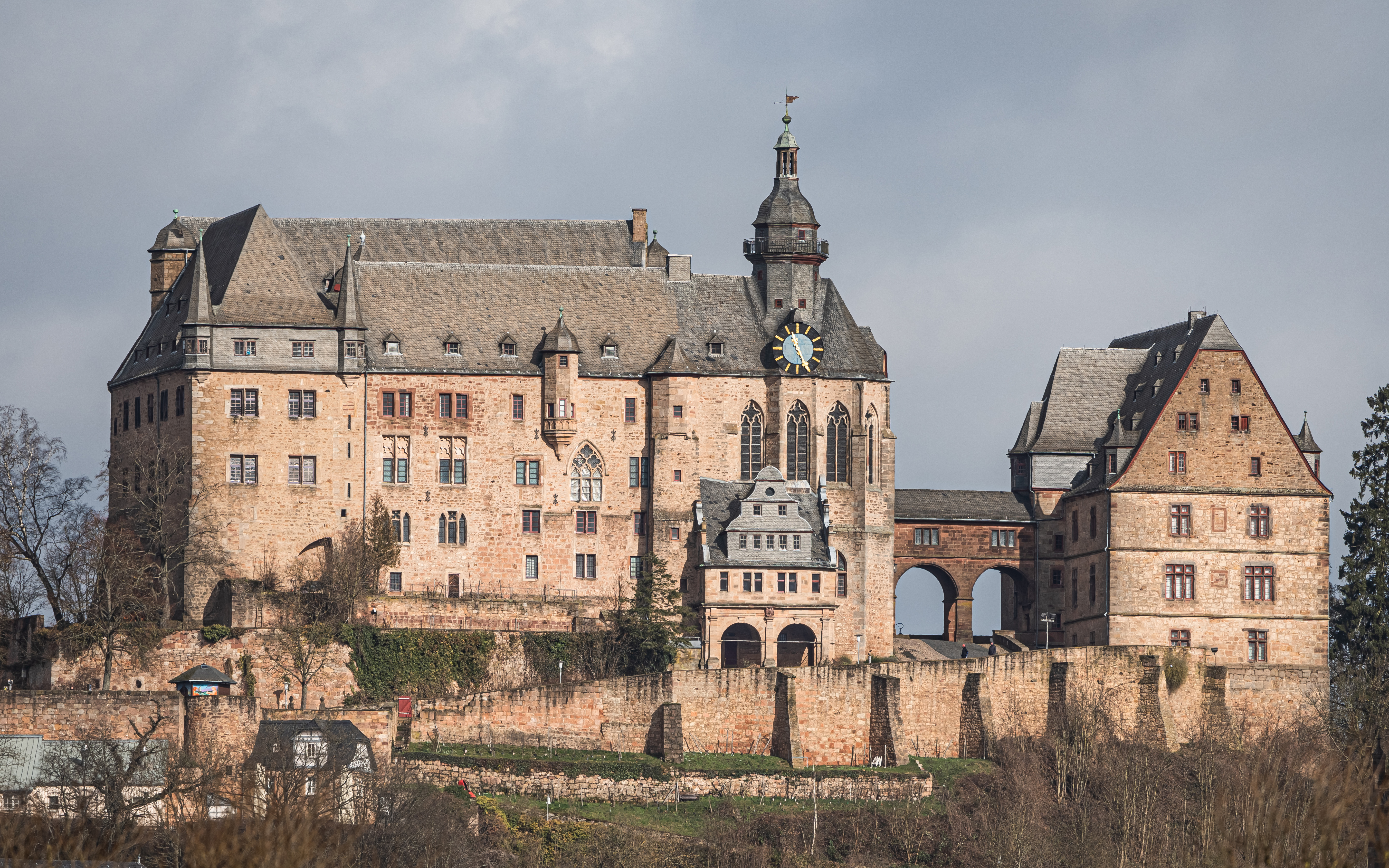
Le château de Marbourg.
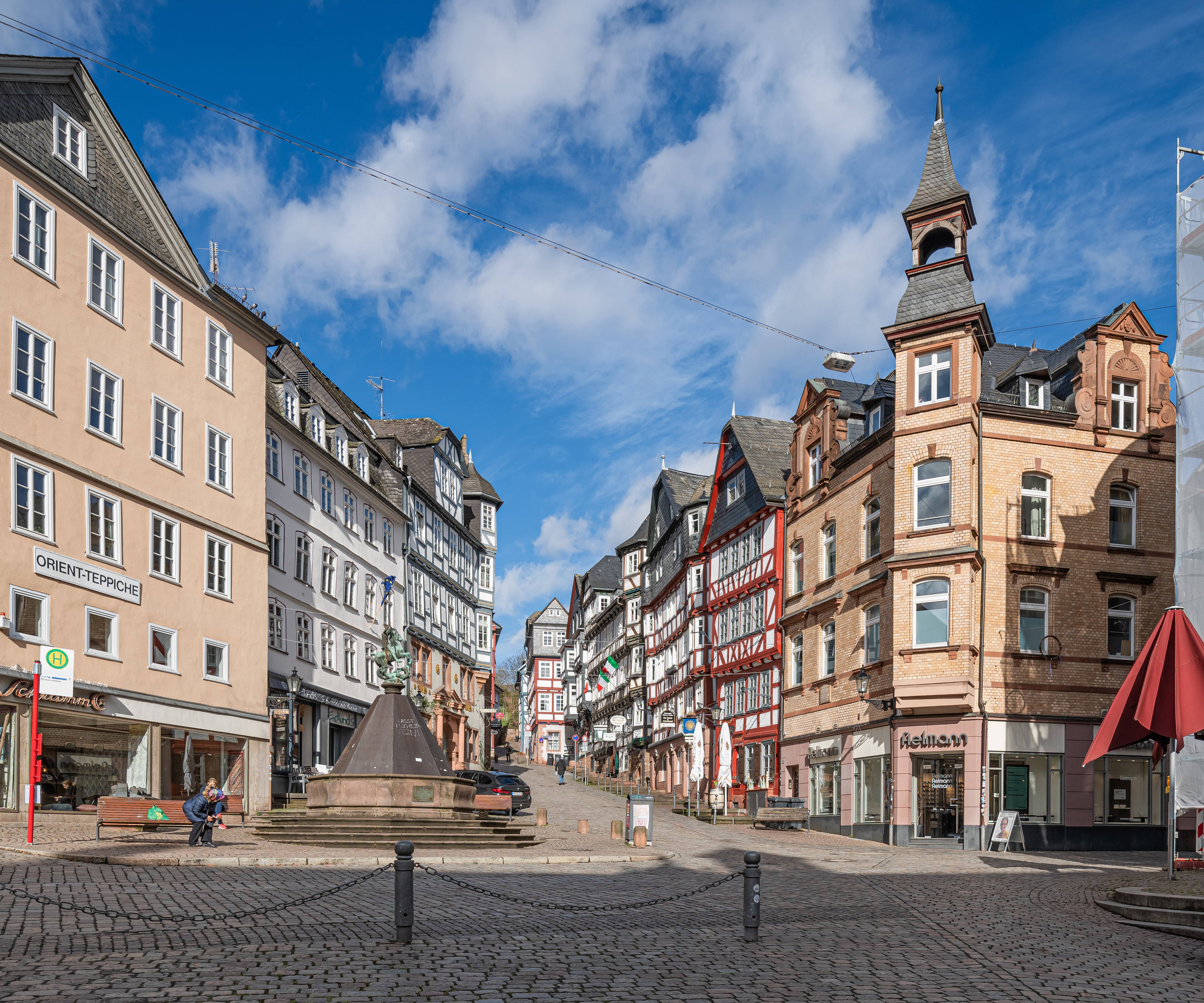
La vieille ville.
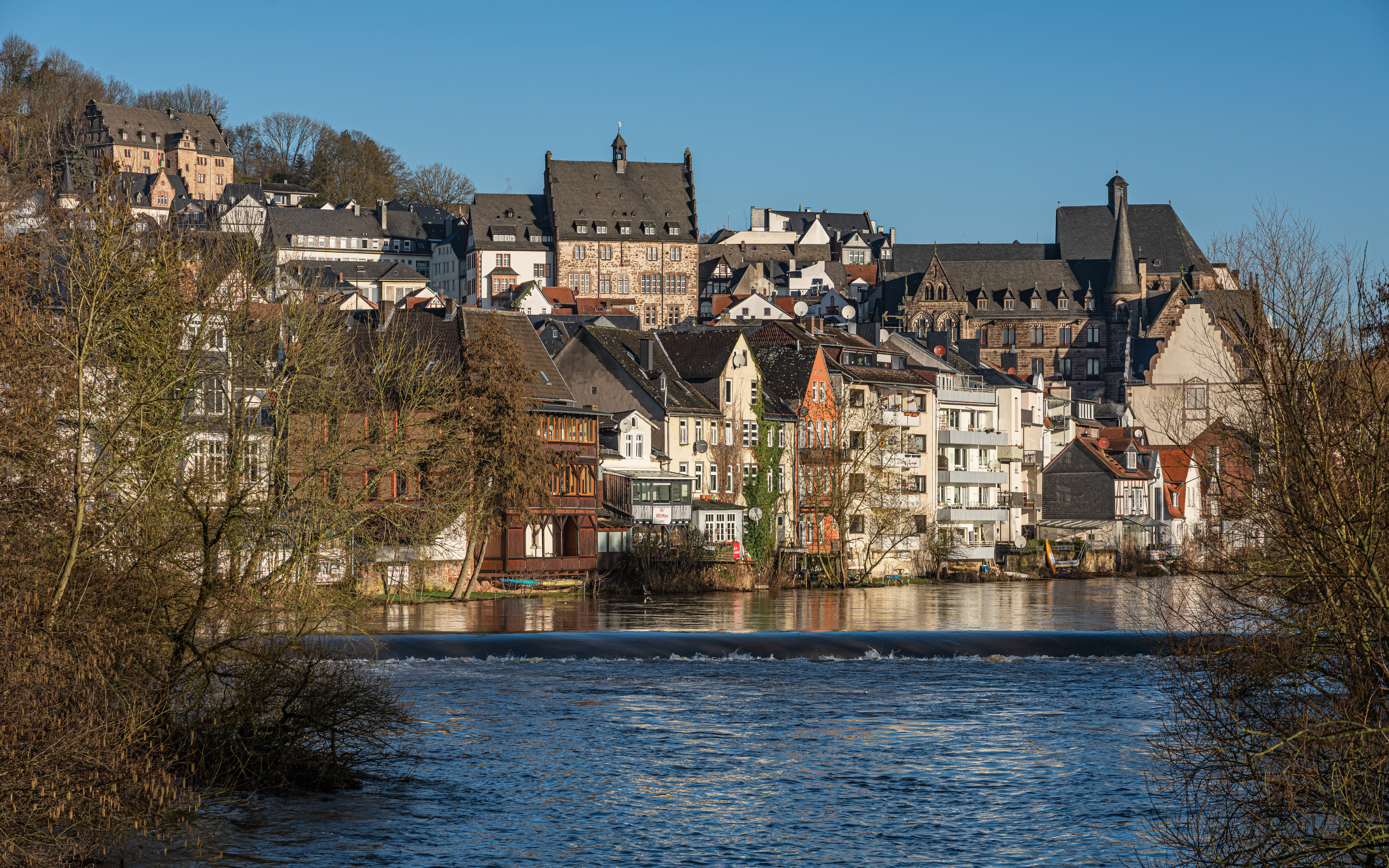
La ville vue depuis les berges.
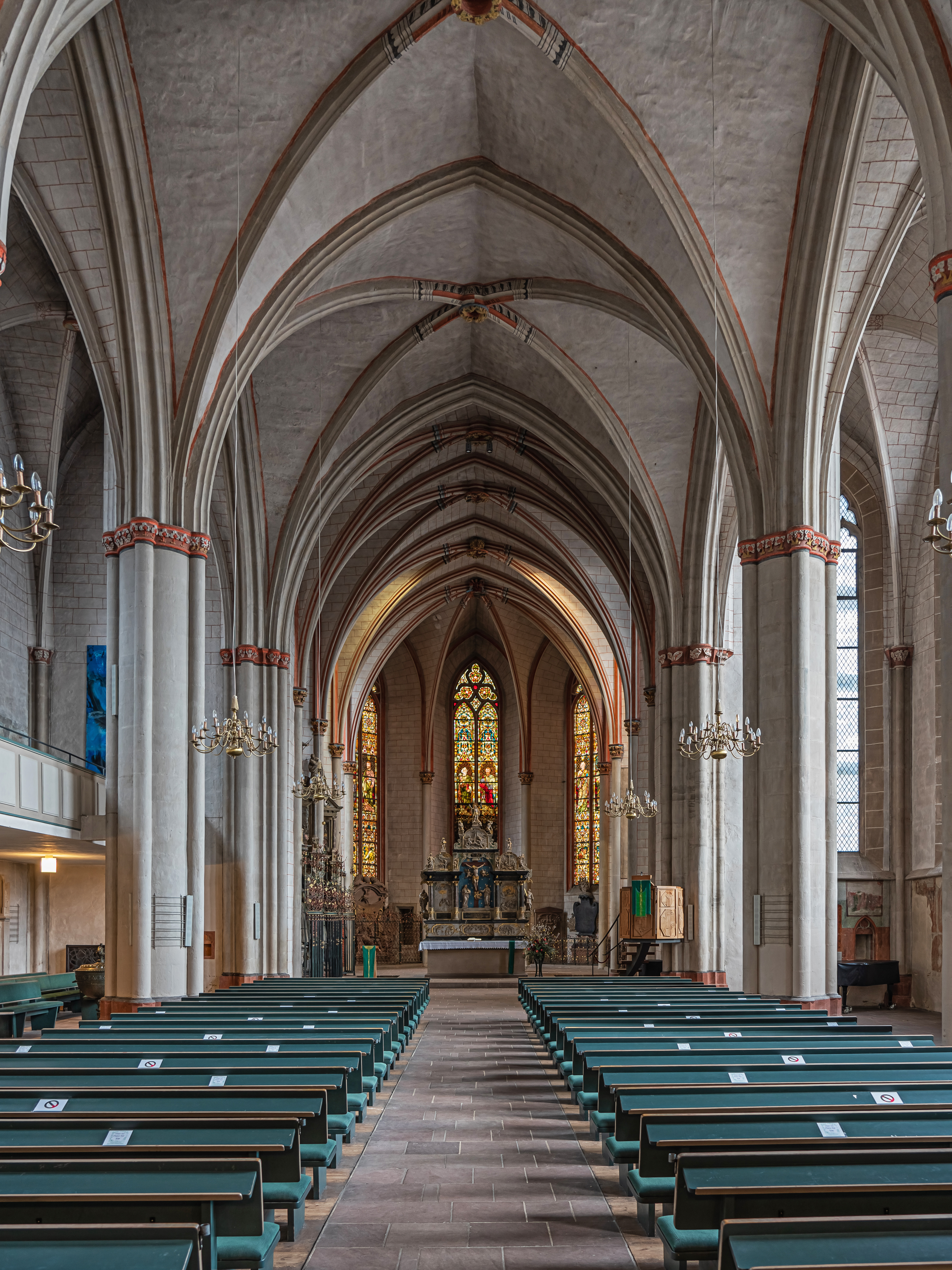
L'église luthérienne.

### Musées
La ville de Marbourg dispose de six musées, dont cinq appartiennent à l’université : 
- le musée universitaire des Beaux-Arts (Biegenstraße 11) ;
- le musée d'histoire locale (dans le château des ducs de Hesse) ;
- le musée minéralogique (Firmaneiplatz, près de l’église Sainte-Élisabeth) ;
- le musée de l’enfance et de l’école (Barfüßertor 5, ouvert seulement aux groupes, d’avril à septembre le dimanche de 11 à 13 heures) ;
- la Kunsthalle (Gerhard-Jahn-Platz 5) ;
- le premier musée de la police allemande (Hermannstr. 200, ouvert un dimanche par mois d’avril à octobre).

On peut aussi y trouver deux galeries privées et plusieurs ateliers d’art qui proposent souvent des expositions.

### Espaces verts
Marbourg est une ville où la nature est très présente. Elle est bordée à l’est par les Lahnbergen, recouvertes de forêts. À l’ouest, les collines sont couronnées par le château et la vieille ville, derrière lesquelles s’étendent la forêt municipale et la forêt de Wehrda. Au nord et au sud de la ville se trouvent des champs cultivés.
La Lahn traverse Marbourg mais n’y est pas navigable. Un des bras de la Lahn s'écoule à travers le centre-ville, tandis que dans les quartiers sud la Lahn se scinde en deux pour former une petite île. La Lahn est bordée de pelouses sur lesquelles les étudiants de Marbourg viennent prendre le soleil ou faire des barbecues. Y sont aussi aménagés de nombreux chemins de randonnée agréables et on peut se baigner dans de petits plans d’eau ouverts à la baignade au sud et au nord de la ville.
À quelques centaines de mètres au sud de l’église Sainte-Élisabeth se trouve le vieux jardin botanique de l’université de Marbourg. Fondé en 1811, c’est un des rares exemples d’application de l’art du jardin à l'anglaise à un jardin à vocation scientifique. Ce jardin laisse aujourd’hui encore affleurer les traces de son passé, des sciences naturelles de Carl von Linné à la botanique de laboratoire, en passant par la géographie des plantes d’Alexander von Humboldt.

### Événements
- Fin février – début mars : MaNo-Musikfestival : festival organisé depuis 1995  (trois jours, quatre-vingt groupes).
- Mars : semaine du théâtre pour enfants et adolescents, organisée par le théâtre régional de Hesse de Marbourg
- À partir du dernier week-end d'avril : foire de printemps pendant neuf jours, sur la "Marburger Messeplatz".
- 30 avril au soir : chants de mai traditionnels
- Jour de la fête-Dieu : festival a-cappella „Nacht der Stimmen“ (La nuit des voix) sur la scène en plein air du parc du château.
- Première semaine de juin : festival pour enfants „Ramba Zamba“, organisé par le service culturel de la mairie
- Dernière semaine de juin : fête d'été de l'université Innenstadtgelände (5 Bühnen)
- Premier week-end de juillet : Marktfrühschoppen
- Deuxième week-end de juillet : fête de la ville :  „3 Tage Marburg“ (3 jours à Marbourg) avec 10 scènes, des courses d'aviron (Drachenboot), un feu d'artifice…
- Du 13 au 16 juillet : Festival du court-métrage OpenEyes
- Juillet-Août : académie d'été de Marbourg (Cours d'art, de théâtre, de musique…)
- Début août : „Summer in the City“ Festival de rue organisé par le centre culturel avec de la musique live…
- Deuxième week-end d'octobre : foire d'Elisabeth avec tout un programme associé
- Premier week-end de novembre : marché d'objets d'artisanat dans la Marburger Stadthalle
- Décembre : marché de Noël autour de l'église Sainte-Élisabeth, marché de l'Avent devant la mairie

## Sport
- Basket-ball féminin : BC Marburg (champion d'Allemagne 2003)

## Personnalités
Ne sont répertoriées ici que les personnalités qui ont séjourné à Marburg pour un temps long ; ne sont donc pas présentes celles qui n'y sont que brièvement restées, comme Charles de L'Écluse, Mikhaïl Lomonossov, Gustav Heinemann, Ulrike Meinhof ou Martin Heidegger.
- Conrad de Marbourg (mort en 1233), inquisiteur allemand.
- Sainte Élisabeth de Hongrie (1207-1231).
- Henri Ier de Hesse (1244-1308), premier landgrave de Hesse.
- François Lambert (1486 ou 1487-1530), professeur à l'université de Marbourg.
- Philippe Ier de Hesse dit le Magnanime (1504-1567), landgrave, fondateur de l'université de Marbourg (1527).
- Adam Lonitzer (Lonicerus) (1528-1586), botaniste, naturaliste et médecin, principalement connu pour son livre Kreütterbuch.
- Denis Papin (1647-1712), inventeur de la machine à vapeur ; l'université de Marbourg lui a remis une chaire de mathématiques en 1687.
- Christian Wolff (1679-1754), professeur et philosophe, un des plus grands philosophes de l’Aufklärung (mouvement culturel allemand équivalent de la philosophie des Lumières).
- Johann Nicolaus Funck (1693-1777), philologue et professeur d'université.
- Johann Nikolaus Seip (1724-1789), théologien luthérien allemand.
- Friedrich Carl von Savigny (1779-1861), savant juriste qui créa l'école historique de droit.
- Les frères Grimm, Jacob (1785-1863) et Wilhelm (1786-1859), linguistes et collecteurs de contes qui ont suivi des études de droit à l'université de Marbourg.
- Robert Wilhelm Bunsen (1811-1899), chimiste, notamment connu pour le bec de même nom, appareil de chauffage de laboratoire dont il ne fut pourtant pas l'inventeur.
- Ludwig von Sybel, (1846-1929), historien et archéologue.
- Paul von Hindenburg (1847-1934), militaire prussien puis allemand, président de la république de Weimar qui autorisa l'arrivée au pouvoir du chancelier puis dictateur Adolf Hitler ; sa tombe se trouve dans l'église Sainte-Élisabeth.
- Ferdinand Braun (1850-1918), physicien inventeur du tube cathodique (tube de Braun), récompensé par un prix Nobel en 1909.
- Wilhelm Georg Ritter (1850-1926), peintre de l'école de Goppeln, né à Marbourg.
- Emil Adolf von Behring (1854-1917), médecin militaire et professeur d'hygiène à la faculté de médecine de l'université de Marbourg, premier prix Nobel de physiologie ou médecine en 1901.
- Otto Hahn (1879-1968), physicien qui fit ses études à Marbourg ; un des inventeurs de la fission nucléaire.
- Alfred Wegener (1880-1930), astronome et météorologue, principalement connu pour sa théorie de la dérive des continents publiée en 1915 ; a obtenu un doctorat à l'université de Marbourg.
- Nicolai Hartmann (1882-1950), philosophe, professeur à l'université de Marbourg de 1920 à 1925.
- José Ortega y Gasset (1883-1955), philosophe, essayiste, homme de presse et homme politique espagnol qui a étudié à l'université de Marbourg.
- Rudolf Bultmann (1884-1976), théologien de religion luthérienne, promoteur de la démythologisation du Nouveau Testament.
- Boris Pasternak (1890-1960), poète et écrivain russe, auteur du Docteur Jivago.
- Erwin Piscator (1893-1966), metteur en scène et réalisateur, dont la Stadthalle de Marbourg porte le nom ; né à Wetzlar, il a grandi à Marbourg.
- Hans-Georg Gadamer (1900-2002), philosophe, élève de Heidegger, né à Marbourg.
- Katharina Staritz (1903-1953), théologienne, résistante contre le nazisme, a étudié et vécu à Marbourg
- Kurt Gerstein (1905-1945), officier nazi qui, prenant conscience du crime auquel il était en train de participer, se livra à du sabotage et chercha à informer des représentants de la Suède et du Vatican du génocide en cours ; son histoire a été racontée dans le film Amen. de Costa-Gavras.
- Wilhelm Weischedel (de) (1905-1975), philosophe, a étudié à l'université de Marbourg.
- Hannah Arendt (1906-1975), Juive allemande, philosophe qui a étudié à Marbourg auprès de Martin Heidegger.
- Walter Heinemeyer (de) (1912-2001), historien, médiéviste, professeur à l'université de Marbourg.
- Jürgen Habermas (1929-2024), philosophe et sociologue.
- Alexander Demandt (né en 1937), historien allemand.
- Reinhard Hauff (né en 1939), réalisateur né à Marbourg.
- Rose Nabinger (née en 1958), chanteuse de jazz.
- Roland Suso Richter (né en 1961), réalisateur né à Marbourg.
- Martin Schneider (de) (né en 1964), acteur et comique, a étudié à Marbourg et y vit encore.

### Personnalités nées à Wehrda
- Matthias Carras, (né en 1964, décédé en 2023), est un chanteur allemand.